# Electron Devices Society
Die Electron Devices Society (EDS) ist eine Fach- und Arbeitsgemeinschaft des IEEE. Die EDS ist eine der weltweit größten Fachgruppierungen, welche verschiedene elektronische Bauteile vertritt. Der Fokus liegt dabei auf Komponenten in der Mikroelektronik.

## Struktur
Die EDS hat heute etwa 9.000 Mitglieder und Ortsgruppen weltweit, sponsert zahlreiche Fachzeitschriften, unterstützt technische Tagungen und verfügt über eine eigene Geschäftsstelle. Die Aktivitäten der Gesellschaft werden durch eine Satzung und eine Geschäftsordnung geregelt, die von einem Board of Governors (BoG) verwaltet werden, das sich aus leitenden Angestellten, gewählten Mitgliedern und Mitgliedern von Amts wegen zusammensetzt.

## Publikationen
Die EDS veröffentlicht oder unterstützt verschiedene wissenschaftliche Publikationen:
- IEEE Electron Device Letters
- IEEE Transactions on Electron Devices
- IEEE Journal of the Electron Devices Society
- IEEE Journal of Photovoltaics
- IEEE Transactions on Device and Materials Reliability
- IEEE Transactions on Semiconductor Manufacturing
- Journal of Microelectromechanical Systems
- IEEE Journal on Flexible Electronics
- Journal of Lightwave Technology

## Preise & Auszeichnungen
Die EDS verleiht eine Reihe von Preisen und Auszeichnungen, darunter z. B. der J. J. Ebers Award.

## Geschichte
Die EDS wurde 1952 als Ausschuss des Institute of Radio Engineers (IRE) gegründet. Mit dem Zusammenschluss des IRE und des American Institute of Radio Engineers im Jahr 1963 wurde die EDS zu einer technischen Gruppe innerhalb des neu gegründeten IEEE. Im Jahr 1976 wurde die EDS eine Gesellschaft des IEEE.
Um der komplexeren Gesellschaftsstruktur und den zunehmenden Geschäftsaktivitäten Rechnung zu tragen, richtete die Gesellschaft 1990 ein Executive Office ein.

### Verlauf
| Jahr | Ereignis |
| ---- | --- |
| 1951 | Als Mitglied des Institute of Radio Engineers (IRE) war der Name des Gremiums „Electron Tubes and Solid-State Devices Committee“.                                                                                           |
| 1952 | Der Name des Ausschusses wurde in „IRE Professional Group on Electron Devices“ geändert. |
| 1963 | Das erste Jahr der Tätigkeit des IEEE, das aus der Fusion des American Institute of Electrical Engineers (AIEE) und des IRE hervorging. Der Name wurde in „IEEE Professional Technical Group on Electron Devices“ geändert. |
| 1963 | Die IEEE Professional Technical Group on Electron Devices fusioniert mit dem „Solid State Devices Committee“. |
| 1964 | Die „Professional Group on Electron Devices“ fusioniert mit dem „New Energy Sources Committee“ zur „IEEE Electron Devices Group“.                                                                                           |
| 1965 | Das Komitee 28 geht in der Electron Devices Group auf. |
| 1976 | Die „IEEE Electron Devices Group“ wird zur „IEEE Electron Devices Society“. |

### Ereignisse
- Die Electron Devices Society hat beschlossen, das Jahr 2022–2023 als 75. Jahrestag des Transistors zu feiern.[4]